# 长信科技
芜湖长信科技股份有限公司（深交所：300088，简称长信科技），是一家2000年4月成立的中港合资高新技术企业，2010年5月，登录深圳证券交易所创业板上市，注册资金48945万元。公司位于安徽省芜湖市国家级经济技术开发区，专业从事平板显示器件中真空薄膜材料的研发、生产、销售和服务，产品包括LCD用ITO透明导电玻璃、触摸屏用ITO透明导电玻璃、触控玻璃、减薄玻璃和其他平板显示器件中真空薄膜产品等平板显示行业上游的关键基础材料。

## 历史
2000年4月，公司成立，是中港合资高新技术企业。2006年改制为股份有限公司，2007年、2008年引进战略投资。2010年5月在创业板上市，成为安徽芜湖市第一家创业板上市的企业。2012、2013年，被福布斯评为“中国最具潜力上市公司”之一。它是安徽省民营企业100强企业、安徽省民营企业出口创汇50强、安徽省信息产业先进集体等。
2017年3月，长信科技计划通过发行定增的方式，收购美国企业比克动力，进入锂电池生产领域。

## 产品
长信科技的核心技术包括有：
- 真空薄膜材料与技术。在真空环境下，利用低气压气体放电等离子体，使气体和沉积原子激活和部分电离，产生荷能电子、离子和高能量的中性原子，通过物理气相沉积或化学气相沉积的方法，在基片上形成厚度从几个纳米到几个微米之间的薄膜材料，从而使其具有特殊的光、电性能及其他物理性能，提升材料功能[10]。
- 平面磁控溅射技术[11]。利用带电的离子在电场中加速后，具有一定的动能轰击靶材，入射的离子与靶表面原子的碰撞过程中使后者溅射出来，沉积到基片。
- 液晶面板减薄技术

长信科技的客户包括有京东方、天马集团、夏普、微软、OPPO、苹果公司、特斯拉等公司。